# 3922 Heather
3922 Heather eller 1971 SP3 är en asteroid i huvudbältet som upptäcktes den 26 september 1971 av den chilenske astronomen Carlos R. Torres på Cerro El Roble. Den har fått sitt namn efter den brittiska astronomen Heather Couper.
Asteroiden har en diameter på ungefär 13 kilometer.